# San Pedro Siniyuvi
San Pedro Siniyuvi är en ort i Mexiko.   Den ligger i kommunen Putla Villa de Guerrero och delstaten Oaxaca, i den sydöstra delen av landet, 300 km söder om huvudstaden Mexico City. San Pedro Siniyuvi ligger 806 meter över havet och antalet invånare är 513.
Terrängen runt San Pedro Siniyuvi är kuperad åt sydväst, men åt nordost är den bergig. Runt San Pedro Siniyuvi är det ganska glesbefolkat, med 39 invånare per kvadratkilometer. Närmaste större samhälle är Putla Villa de Guerrero, 10,4 km väster om San Pedro Siniyuvi. I omgivningarna runt San Pedro Siniyuvi växer i huvudsak städsegrön lövskog.